# Perdita nigronotata
Perdita nigronotata är en biart som beskrevs av Timberlake 1964. Perdita nigronotata ingår i släktet Perdita och familjen grävbin. Inga underarter finns listade i Catalogue of Life.